# Cucullia canariensis
Cucullia canariensis is een vlinder uit de familie uilen (Noctuidae). De wetenschappelijke naam is voor het eerst geldig gepubliceerd in 1968 door Pinker.
De soort komt voor in Europa.